# 평택모산초등학교
평택모산초등학교(平澤毛山初等學校)는 대한민국 경기도 평택시에 있는 공립 초등학교이다. 교명은 학교 주변 옛 지명인 '모산골'에서 유래하였다.

## 연혁
- 2019년 6월 13일 : 교명 평택모산초등학교 선정
- 2020년 9월 1일 : 개교 (초등학교 10학급 편성, 병설유치원 3학급 편성)
- 2020년 9월 1일 : 초대 이수영 교장 부임
- 2020년 12월 1일 : 초등학교 4학급 증설 (초등 14학급, 병설유치원 3학급)
- 2021년 3월 1일 : 초등학교 33학급(초등 32학급, 특수 1학급, 병설유치원 3학급)

## 참고 자료
- 평택모산초등학교 - 한국교육학술정보원 학교알리미